# Kristian Fulton
Kristian Michael Shaw Fulton (* 3. September 1998 in New Orleans, Louisiana) ist ein US-amerikanischer American-Football-Spieler auf der Position des Cornerbacks. Aktuell spielt er für die Kansas City Chiefs in der National Football League (NFL).

## Frühe Jahre
Fulton wuchs in New Orleans auf und besuchte die Archbishop Rummel High School in Metairie, einem Vorort von New Orleans. Dort war er in der Football- und der Leichtathletikmannschaft. Nachdem er gute Leistungen gezeigt hatte, galt er als einer der besten Cornerbacks seines Jahrgangs und erhielt ein Stipendium der Louisiana State University, um für das Footballteam, die LSU Tigers, zu spielen. In seinem ersten Jahr kam er nur in 2 Spielen zum Einsatz und konnte insgesamt 2 Tackles verzeichnen. Nach der Saison wurde er von der Liga NCAA für 2 Jahre suspendiert, nachdem er versucht hatte, bei einem Drogentest zu betrügen. Obwohl das Ergebnis des Tests war, dass er keine leistungssteigernde Medikamente eingenommen hatte und ihm lediglich eine kleine Menge THC nachgewiesen werden konnte, wurde einer Berufung nicht stattgegeben. Fulton durfte während der Saison 2017 nicht zum Einsatz kommen. Nachdem von Fultons Anwalt jedoch nachgewiesen werden konnte, dass es während der Drogenüberprüfung zu Unregelmäßigkeiten seitens der NCAA gekommen war, wurde einer 2. Berufung stattgegeben und Fulton durfte ab dem 23. August 2018 wieder für die LSU spielen.
Obwohl er 18 Monate lang in keinem Spiel zum Einsatz gekommen war, wurde Fulton direkt von Head Coach Ed Orgeron zum Stammspieler auf der Position des Cornerbacks ernannt. Er kam in 7 Spielen zum Einsatz, ehe er sich am Knöchel verletzte. In seinem letzten Jahr, der Saison 2019, kam er in 15 Spielen zum Einsatz und verhalf seinem Team zum Sieg im College Football Playoff National Championship Game. Außerdem wurde er ins 2nd-Team All-SEC gewählt. Fulton kam in seinen 4 Jahren an der LSU in insgesamt 24 Spielen zum Einsatz und verzeichnete 56 Tackles und 2 Interceptions.

## NFL

### Tennessee Titans
Beim NFL-Draft 2020 wurde Fulton in der 2. Runde an 61. Stelle von den Tennessee Titans ausgewählt. Sein NFL-Debüt gab er direkt am 1. Spieltag der Saison 2020 beim 16:14-Sieg der Titans gegen die Denver Broncos, bei dem er insgesamt 4 Tackles hatte. Seine erste Interception konnte er am darauffolgenden Spieltag beim 33:30-Sieg gegen die Jacksonville Jaguars von Quarterback Gardner Minshew verzeichnen. Am 3. Spieltag hatte er gegen Quarterback Kirk Cousins von den Minnesota Vikings beim 31:30-Sieg seinen ersten Sack in der NFL. Daraufhin verpasste er zwei Spiele, da er positiv auf COVID-19 getestet worden war. Aufgrund dieser starken Leistungen stand er am 6. Spieltag beim 42:36-Sieg gegen die Houston Texans erstmals in der Startformation der Titans. Am 31. Oktober 2020 wurde er von den Titans auf die Injured Reserve Liste gesetzt, nachdem er sich am Knie verletzt hatte. Daraufhin gab er am letzten Spieltag beim 41:38-Sieg gegen die Houston Texans sein Comeback. Da die Titans in dieser Saison 11 Spiele gewannen und nur fünf verloren, konnten sie die AFC South gewinnen und sich somit für die Playoffs qualifizieren. Dort gab Fulton in der 1. Runde beim Spiel gegen die Baltimore Ravens sein Debüt, das allerdings mit 13:20 verloren wurde.
Fulton startete in die Saison 2021 als Starter auf der Position des Cornerbacks und konnte insgesamt durch gute Leistungen überzeugen. So konnte er bei der 24:27-Niederlage gegen die New York Jets eine Interception von Quarterback Zach Wilson fangen. Beim 37:19-Sieg gegen die Jacksonville Jaguars am folgenden Spieltag verletzte er sich jedoch an der Oberschenkelmuskulatur, sodass er die nächsten vier Spiele verletzungsbedingt verpasste. Beim 20:0-Sieg gegen die Jaguars am 14. Spieltag konnte er seine zweite Interception der Saison fangen, diesmal von Trevor Lawrence. Da die Titans in dieser Saison 12 Spiele gewannen, konnten sie erneut die AFC South gewinnen und sich somit für die Playoffs qualifizieren. Dort trafen sie in der Divisional Runde auf die Cincinnati Bengals. In diesem Spiel wurde Fulton erneut als Starter eingesetzt und konnte insgesamt 6 Tackles verzeichnen, die 16:19-Niederlage und das damit verbundene Ausscheiden aus den Playoffs jedoch nicht verhindern.
Auch in die Saison 2022 startete Fulton als Stammspieler auf der Position des Cornerbacks. Bereits am 1. Spieltag bei der 20:21-Niederlage gegen die New York Giants konnte er insgesamt 6 Tackles verzeichnen, sein damaliger Karrierehöchstwert an Tackles pro Spiel. Dies konnte er jedoch in mehreren Spielen der Saison 2022 wiederholen. Dazu konnte er im vierten Quarter des Spiels gegen die Giants seinen ersten Fumble von Saquon Barkley erzwingen. Beim 17:10-Sieg gegen die Houston Texans am 8. Spieltag konnte Fulton eine Interception von Quarterback Davis Mills fangen, seine erste und einzige Interception in der Saison. In der folgenden, zweiten Saisonhälfte verpasste er jedoch mehrere Spiele verletzungsbedingt. Die Saison 2023 verlief ähnlich wie die Vorsaison: Erneut ging Fulton als Starter in die Saison. Sowohl am 3. Spieltag bei der 3:27-Niederlage gegen die Cleveland Browns als auch am 8. Spieltag beim 28:23-Sieg gegen die Atlanta Falcons gelangen ihm neun Tackles, vodurch er einen neuen Karrierebestwert aufstellte. Anfang Dezember zog sich Fulton jedoch eine Oberschenkelmuskelverletzung zu, aufgrund der er die restlichen Saisonspiele verletzungsbedingt verpasste. Nach der Saison wurde Fulton ein Free Agent.

### Los Angeles Chargers
Im März 2024 nahmen die Los Angeles Chargers Fulton unter Vertrag. Dort wurde er auf Anhieb Stammspieler als Cornerback neben Asante Samuel Jr. Er debütierte für sein neues Team am 1. Spieltag der Saison 2024 bei einem 22:10-Sieg gegen die Las Vegas Raiders, bei dem er fünf Tackles verzeichnen konnte. Bei der 10:17-Niederlage gegen die Kansas City Chiefs am 4. Spieltag konnte Fulton seine erste Interception für sein neues Team von Quarterback Patrick Mahomes verzeichnen. Wegen einer erneuten Oberschenkelverletzung verpasste er zwei Spiele in der Saisonmitte, konnte jedoch danach seinen Platz als Starter wiedererlangen. Auch mit den Chargers konnte er sich in der Saison für die Playoffs qualifizieren. Bei der 12:32-Niederlage gegen die Houston Texans in der Wildcard-Runde gelangen ihm auch drei Tackles, nichtsdestotrotz schieden die Chargers schon nach einem Spiel aus. Nach Saisonende wurde er erneut ein Free Agent.

### Kansas City Chiefs
Zur Saison 2025 wechselte Fulton im März 2025 zu den Kansas City Chiefs.

## Karrierestatistiken
| Legende | Legende            |
| ------- | ------------------ |
| Fett    | Karrierehöchstwert |

### Regular Season
| Saison                             | Team             | Spiele | Spiele  | Tackles | Tackles | Tackles | Tackles | Interceptions | Interceptions | Interceptions | Interceptions | Interceptions | Interceptions | Fumbles | Fumbles | Fumbles |
| Saison                             | Team             | Gesamt | Starter | Gesamt  | Solo    | Assist  | Sacks   | PD            | Int           | Yards         | Durchschnitt  | Lang          | TD            | FF      | FR      | TD      |
| ---------------------------------- | ---------------- | ------ | ------- | ------- | ------- | ------- | ------- | ------------- | ------------- | ------------- | ------------- | ------------- | ------------- | ------- | ------- | ------- |
| 2020                               | Titans           | 6      | 2       | 16      | 14      | 2       | 1,0     | 1             | 1             | 44            | 44,0          | 44            | 0             | 0       | 0       | 0       |
| 2021                               | Titans           | 13     | 13      | 40      | 30      | 10      | 0,0     | 14            | 2             | 13            | 6,5           | 13            | 0             | 0       | 0       | 0       |
| 2022                               | Titans           | 11     | 11      | 48      | 35      | 13      | 0,0     | 5             | 1             | 0             | 0,0           | 0             | 0             | 1       | 0       | 0       |
| 2023                               | Titans           | 12     | 11      | 46      | 37      | 9       | 0,0     | 5             | 0             | 0             | 0             | 0             | 0             | 0       | 0       | 0       |
| 2024                               | Chargers         | 15     | 14      | 51      | 39      | 12      | 0,0     | 7             | 1             | 29            | 29,0          | 29            | 0             | 0       | 0       | 0       |
| Gesamte Karriere                   | Gesamte Karriere | 57     | 51      | 201     | 155     | 46      | 1,0     | 32            | 5             | 86            | 17,2          | 44            | 0             | 1       | 0       | 0       |
| Quelle: pro-football-reference.com |                  |        |         |         |         |         |         |               |               |               |               |               |               |         |         |         |

### Postseason
| Saison                             | Team             | Spiele | Spiele  | Tackles | Tackles | Tackles | Tackles | Interceptions | Interceptions | Interceptions | Interceptions | Interceptions | Interceptions | Fumbles | Fumbles | Fumbles |
| Saison                             | Team             | Gesamt | Starter | Gesamt  | Solo    | Assist  | Sacks   | PD            | Int           | Yards         | Durchschnitt  | Lang          | TD            | FF      | FR      | TD      |
| ---------------------------------- | ---------------- | ------ | ------- | ------- | ------- | ------- | ------- | ------------- | ------------- | ------------- | ------------- | ------------- | ------------- | ------- | ------- | ------- |
| 2020                               | Titans           | 1      | 0       | 0       | 0       | 0       | 0,0     | 0             | 0             | 0             | 0,0           | 0             | 0             | 0       | 0       | 0       |
| 2021                               | Titans           | 1      | 1       | 6       | 4       | 2       | 0,0     | 0             | 0             | 0             | 0,0           | 0             | 0             | 0       | 0       | 0       |
| 2024                               | Chargers         | 1      | 1       | 3       | 3       | 0       | 0,0     | 0             | 0             | 0             | 0,0           | 0             | 0             | 0       | 0       | 0       |
| Gesamte Karriere                   | Gesamte Karriere | 3      | 2       | 9       | 7       | 2       | 0,0     | 0             | 0             | 0             | 0,0           | 0             | 0             | 0       | 0       | 0       |
| Quelle: pro-football-reference.com |                  |        |         |         |         |         |         |               |               |               |               |               |               |         |         |         |